# 山东大学第二公舍
36°03′21.5″N 120°29′03″E / 36.055972°N 120.48417°E

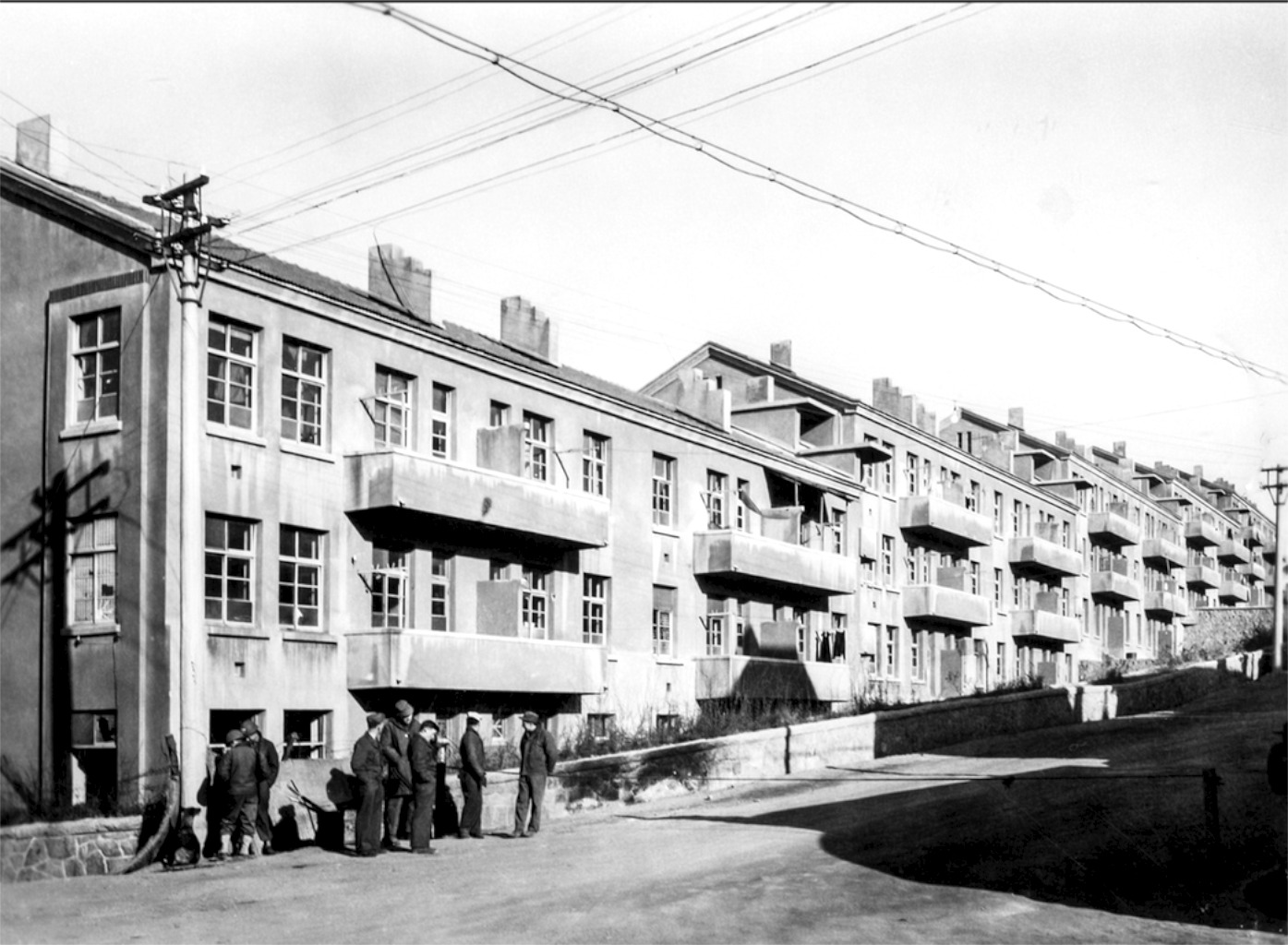
合江路1号公寓，1946年

山东大学第二公舍位于中国山东省青岛市市北区合江路1号，建于1940年代，最初为日本公司于抗战时期建设的大型公寓，1946年改为国立山东大学教职员宿舍，1999年拆除。

## 历史
合江路1号院建于青岛第二次日占时期（抗战沦陷期）的1940年代初，最初为供日本企业中层人员居住的大型多层公寓，有说法称该公寓建于1942年，为日本兴发公司所建。学者鲁海称此处公寓原名为“兴龙庄”。
1945年8月日本投降后，美国海军陆战队第六师于10月登陆青岛，该公寓短暂被美军占用。1946年，国立山东大学筹备在青岛复校，因其原在俾斯麦兵营旧址的校舍被美军占用，遂与美军斡旋收回校舍，美军在舆论压力下仅将部分原日本房产移交给山大。同年7月，山大接收房产，大学路3号原东拓社宅改名为“山东大学第一公舍”，合江路1号公寓改名“山东大学第二公舍”，均作为教职员宿舍使用。文学理论家徐中玉1946年受聘为山东大学中文系副教授，曾住在第二公舍，据他回忆他的住处在“一座日式大住宅楼的一个小套里，实际上只有两间房子。”曾在此居住的还有生物系副教授曲淑惠、农学院讲师林维申等。另有说法称此前在第一公舍居住的物理学家束星北，1960年代曾在合江路1号院居住。
1958年，山东大学迁往济南，留在青岛的海洋、地质、水产三系改为山东海洋学院（今中国海洋大学），此处改为山东海洋学院教职员宿舍。1999年合江路1号改造，拆除重建为六层住宅楼。

## 建筑特色
合江路1号公寓坐落于合江路北侧、登州路与丹东路之间的坡地上，由一长排五座三层楼房组成，楼房依地势做阶梯状跌落处理，错落有致。其外观简单朴素无装饰。楼前为花园，楼后有后院。楼内共有66套房屋。因房屋众多容易迷路，该公寓曾被周边居民称作“迷魂楼”。